# 라매군
라매군은 춤폰주의 행정 구역이다. 이 지역의 총 인구 수는 2005년 기준으로 27278명이다. 인구 밀도는 105.3km2이다.

## 행정 구역
| 번호 | 지명          | 태국어 지명 | 빌리지 | 인구   |  |
| ---- | ------------- | ----------- | ------ | ------ |  |
| 1.   | Lamae         | ละแม        | 20     | 12,989 |  |
| 2.   | Thung Luang   | ทุ่งหลวง      | 9      | 5,020  |  |
| 3.   | Suan Taeng    | สวนแตง      | 10     | 4,382  |  |
| 4.   | Thung Kha Wat | ทุ่งคาวัด      | 8      | 4,887  |  |

|  | 이 글은 지리에 관한 토막글입니다. 여러분의 지식으로 알차게 문서를 완성해 갑시다. |